# Ger (Spagna)
Ger è un comune spagnolo di 373 abitanti situato nella comunità autonoma della Catalogna. Fa parte della regione storica nota come Cerdagna.

## Storia

### Simboli

#### Stemma
Lo stemma è stato approvato dalla Generalitat de Catalunya il 24 gennaio 1989.
La colomba è simbolo della patrona santa Coloma; la fascia ondata rappresenta il torrente Ger che attraversa il paese.

#### Bandiera
alta 4/9 dell'altezza del drappo e larga 1/3 della larghezza, posta a 1/18 dal bordo superiore e 1/27 da quello dell'asta, e con una fascia di bianco, ondata di mezza, tre e mezza onda, spessa 1/9 dell'altezza del drappo, posta a 1/6 dal bordo inferiore.»
La bandiera è stata approvata dalla giunta comunale il 21 novembre 2002 e concessa dalla Generalitat de Catalunya il 27 dicembre dello stesso anno.